# The Minimalists
Els Minimalists (en català, els minimalistes) són en Joshua Fields Millburn i en Ryan Nicodemus, autors estatunidencs, podcasters, cineastes i conferenciants. Amb la seva tasca de difusió, es dediquen a donar a conèixer i promoure un estil de vida minimalista, també conegut com a simplicitat voluntària. Són coneguts pels seus documentals de Netflix «Minimalism» (2016) i «Less Is Now» (2021). Aquest últim fou una producció de Netflix i ha estat nominat als premis Emmy; les seves memòries, «Everything That Remains» (2014); el seu Best Seller del New York Times, «Love People, Use Things» (2021); el seu podcast; i el seu bloc de minimalisme, que compta amb fins a cinc milions de lectors segons el Washington Post. La revista Gentlemen's Quarterly calcula que the Minimalists compten amb uns 20 milions de seguidors.

## Els inicis
Als 28 anys, tant Millburn com Nicodemus ocupaven càrrecs directius en una empresa regional de telecomunicacions. Millburn era el director d'operacions a càrrec de 150 botigues minoristes; Nicodemus treballava en la secció de vendes i màrqueting. «Estava passant tant de temps treballant per comprar coses que no necessitava», declarà Millburn al Huffington Post. Un periodista del Birmingham News els va anomenar «l'encarnació de joves professionals en moviment, ocupats, a la moda, amb habits nocius i malbaratadors». En aquest sentit, Millburn, declarà en una entrevista per a la revista Time: «Vaig tenir tot el que sempre he desitjat, però va costar aconseguir tot el que volia per adonar-me que no era feliç».

## Descoberta del minimalisme
L'octubre de 2009 la mare d'en Joshua Millburn morí inesperadament de càncer de pulmó. El mateix mes es va separar de la seva dona i poc després abandonà la seva feina. En referència a aquest moment d'inflexió vital, Joshua Millburn digué que «vaig arribar a un punt de la meva vida en què ni tan sols sabia què era important». En lloc de llogar espai en un magatzem, donà les possessions de la seva mare. Després va descobrir Colin Wright, un minimalista autoproclamat que viatjava per tot el món. Millburn es va connectar amb altres que es descriuen com a «minimalistes» —Leo Babauta, Courtney Carver i Joshua Becker, entre d'altres— i va començar a adoptar un estil de vida minimalista. Es va traslladar a una casa més petita i aviat va convèncer Nicodem perquè fes el mateix.
D'altra banda, Ryan Nicodemus sent que «hi havia aquest buit enorme a la meva vida […] per tant, vaig intentar omplir aquest buit de la mateixa manera que ho fan molta gent: amb coses, moltes coses». Nicodemus, convençut per Millburn, adoptà aquest nou estil de vida organitzant una «festa d'embalatge» amb la que es va desfer de la majoria dels articles que posseïa en pocs dies. «Vaig [desempaquetar] les coses que necessitava utilitzar, després de vint-i-un dies, el vuitanta per cent de les meves coses encara estaven embalades». Aquesta constatació el va portar a unir-se a Millburn com a minimalista autoproclamat.

## Les noves veus del moviment
Joshua Millburn i Ryan Nicodemus van inciar el seu lloc web el 2010. Des de llavors han publicat llibres, una sèrie de podcast i han rodat dos llargmetratges documental. El primer parla sobre minimalistes d'arreu del món, Minimalism: A Documentary About the Important Things, que va ser adquirit per Netflix el 2016. El 2021 s'estrenà directament a Netflix el seu segon documental, Less is Now, nominat als premis Emmy. Així mateix, representats per l'agència de talent William Morris Endeavour, també han parlat a Harvard, Apple i Google, i han participat en dues xerrades TEDx: «A Rich Life with Less» (una vida més rica amb menys) i «The Art of Letting Go» (L'art de deixar anar).